# Rusky
Antonio García Ramos, más conocido como Rusky, (Badalona, Barcelona, España, 1 de febrero de 1953) fue un exfutbolista español que se desempeñaba como delantero.

## Clubes
- INFORMACIÓN:[2]

| Club                      | País          | Año           | PJ  | G   |
| ------------------------- | ------------- | ------------- | --- | --- |
| Barcelona Atlético        | España        | 1974-1976     | 66  | 16  |
| F. C. Barcelona           | España        | 1974-1975     | 4   | 0   |
| Real Valladolid Deportivo | España        | 1976-1984     | 236 | 92  |
| C. E. Sabadell F. C.      | España        | 1984          | 9   | 0   |
| Total carrera             | Total carrera | Total carrera | 315 | 108 |

## Palmarés

### Trofeos nacionales
| Título             | Club                      | Lugar  | Año     |
| ------------------ | ------------------------- | ------ | ------- |
| Primera División   | F. C. Barcelona           | España | 1973-74 |
| Copa de la Liga    | Real Valladolid Deportivo | España | 1984    |
| Segunda División B | C. E. Sabadell F. C.      | España | 1983-84 |